# بلافسك
بلافسك (بالروسية: Плавск) هي إحدى مدن روسيا في الكيان الفدرالي الروسي تولا أوبلاست.